# Fryksdals domsaga
Fryksdals domsaga var en domsaga i Värmlands län. Den bildades 1856 genom utbrytning ur Västersysslets domsaga och Fryksdals övre, Älvdals nedre och Älvdals övre domsaga. Domsagan upplöstes 1971 i samband med tingsrättsreformen i Sverige och överfördes då till Sunne tingsrätt och dess domkrets.
Domsagan ingick från 1963 i Hovrätten för Västra Sverige och före dess i Svea hovrätts domkrets.

## Härader
Domsagan omfattade:
- Fryksdals härad

## Tingslag
- Fryksdals tingslag från 1948
- Fryksdals nedre tingslag -1947
- Fryksdals övre tingslag -1947

## Häradshövdingar
- 1856–1880 Anders Jakob Pihlgren
- 1881–1901 Gustaf Mauritz Ulrik Rudebeck
- 1902–1929 Ernst Fredrik Nicolaus von Sydow
- 1929–1948 Knut Gustaf Jancke
- 1948–1970 Hans Gustav Fredrik Troil Ramel
- 1970 Carl Johan Johansen